# Asch-Schifa-Arzneimittelfabrik

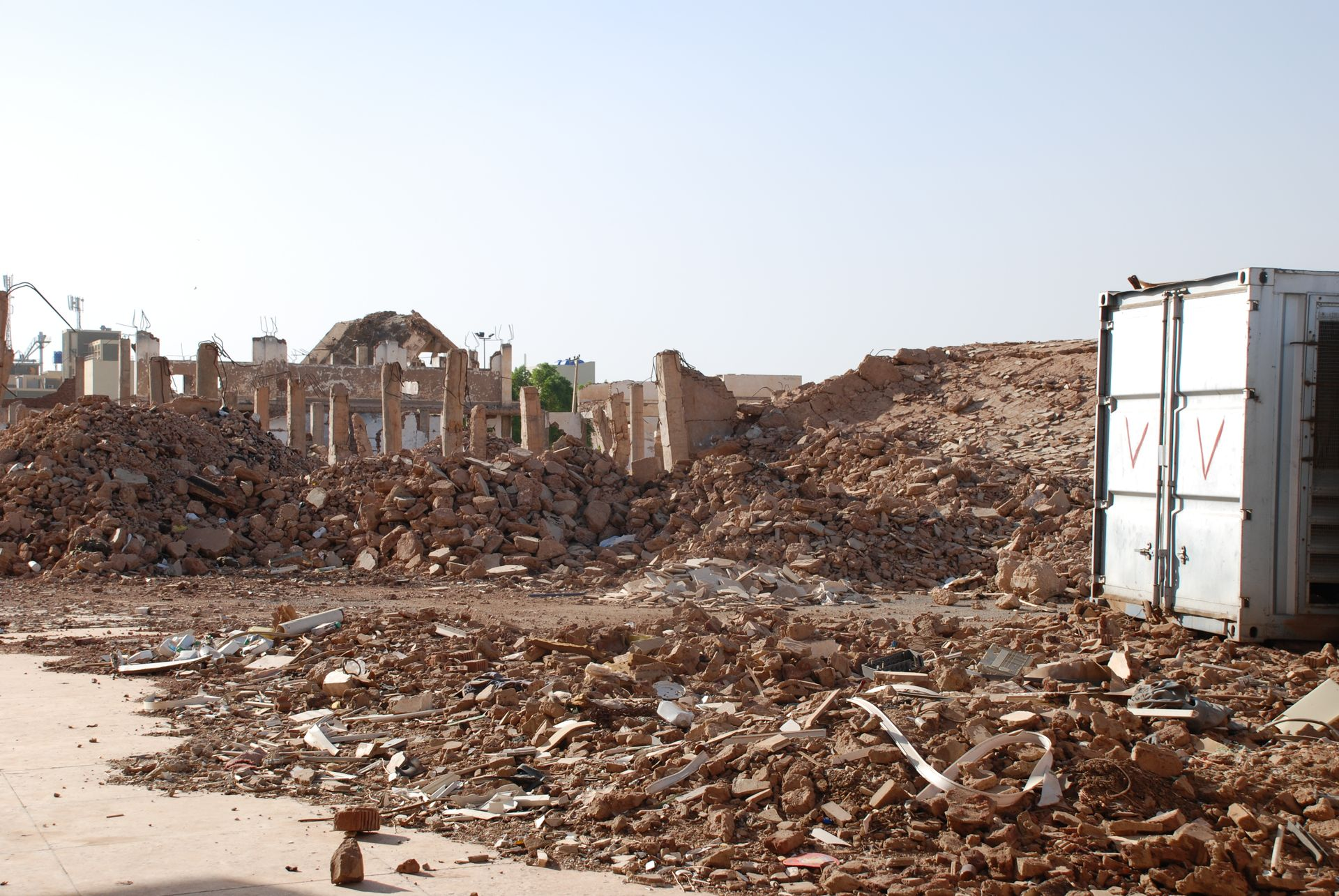
Ruinen der asch-Schifa-Arzneimittelfabrik 2008, zehn Jahre nach dem Angriff

Die asch-Schifa-Arzneimittelfabrik (arabisch شركة الشفاء للصناعات الدوائية Scharikat asch-Schifāʾ li-s-sināʿāt ad-dawāʾiyya, DMG Šarikat al-šifāʾ li-ṣ-ṣināʿāt ad-dawāʾiyya, englisch: Al-Shifa Pharmaceutical Factory) in al-Chartum Bahri war bis 1998 der größte Hersteller pharmazeutischer Produkte im Sudan. Sie wurde am 20. August 1998 durch einen Angriff der USA mit Marschflugkörpern zerstört.

## Bedeutung
Die asch-Schifa-Arzneimittelfabrik wurde zwischen 1992 und 1996 unter Verwendung von Komponenten aus den USA, Schweden, Italien, der Schweiz, Deutschland, Indien und Thailand erbaut. Die Fabrik beschäftigte über 300 Arbeiter. Die Einrichtung war leicht für ausländische Besucher zugänglich.
Der deutsche Botschafter im Sudan von 1996–2000, Werner Daum, informierte am Tag der Bombardierung den deutschen Außenminister Klaus Kinkel, dass man die Fabrik „beim besten Willen“ nicht als chemische Fabrik bezeichnen könne. Vielmehr produziere die Fabrik „überwiegend Humanarzneien, zum Beispiel Antibiotika, Malariamittel, Medikamente gegen Durchfall, Infusionsflüssigkeiten und einige Tierarzneimittel.“

## Bombardierung

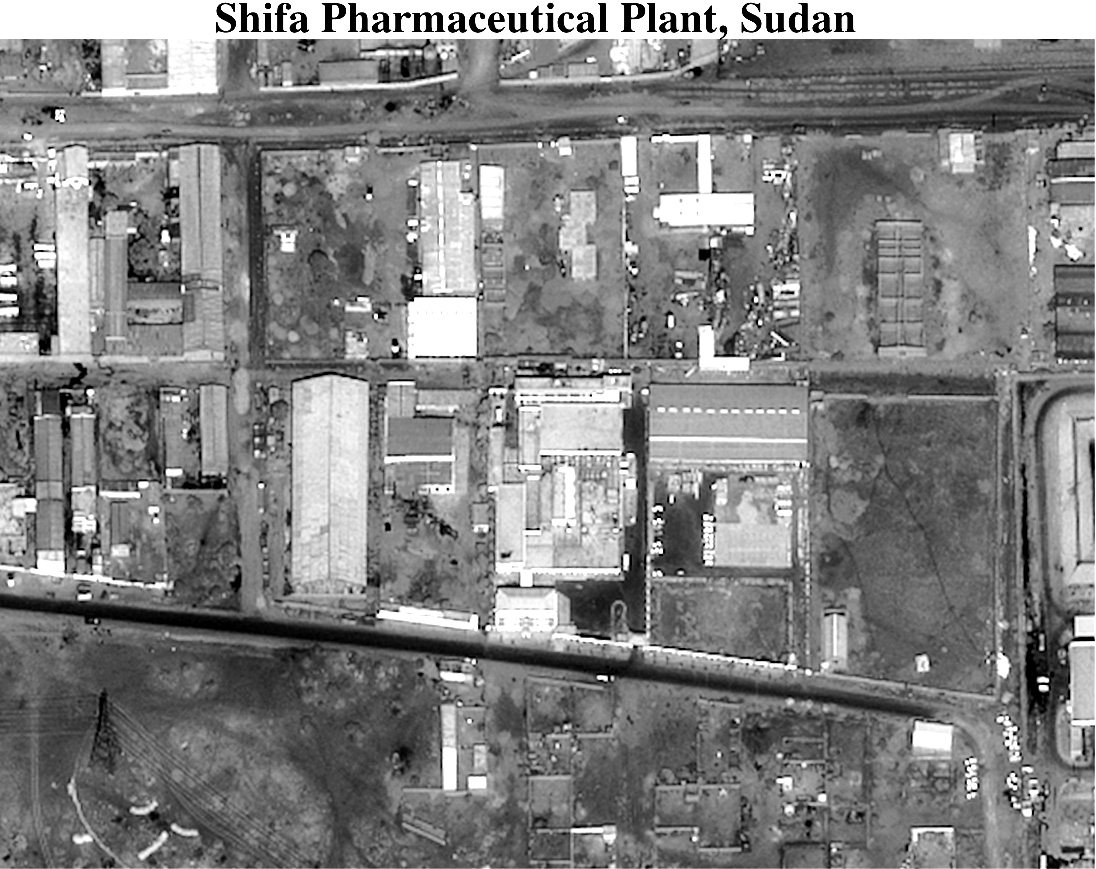
Luftbild der asch-Schifa-Arzneimittelfabrik vor der Zerstörung am 20. August 1998. Quelle: US-Verteidigungsministerium (Bildmitte, Norden ist rechts)

Am 20. August 1998 wurde die Fabrik durch einen US-amerikanischen Angriff mit 13 von drei Militärschiffen abgeschossenen Tomahawk-Marschflugkörpern zerstört; dabei wurde auch eine Person getötet und 10 Personen verletzt. Drei Gebäude der Fabrik wurden vollständig zerstört, das vierte schwer beschädigt. Die Bombardierung von asch-Schifa war Teil der Operation Infinite Reach, die als Vergeltungsschlag für die am 7. August 1998 verübten Anschläge auf US-amerikanische Botschaften in Daressalam in Tansania und Nairobi in Kenia mit schätzungsweise 224 Toten und über 4000 Verletzten durchgeführt wurde. Die Clinton-Regierung gab als offizielle Begründung die Produktion chemischer Waffen und Verbindungen mit der gewalttätigen islamistischen Gruppierung al-Qaida an.
Ein Schlüssel-Beweisstück für die Produktion chemischer Waffen war die angebliche Entdeckung von Methylthiophosphonsäure-O-ethylester (EMPTA) in einer Erdprobe, die während einer geheimen CIA-Operation auf dem Gelände genommen worden war. EMPTA ist laut der Chemiewaffenkonvention als Schedule 2B compound und als Vorstufe für VX eingestuft. Obwohl verschiedene theoretische Verwendungsmöglichkeiten und patentierte Prozesse mit Verwendung von EMPTA angegeben wurden, wie die Produktion von Kunststoffen, sind bisher keine industriellen Verwendungen dokumentiert. EMPTA ist jedoch nicht von der Chemiewaffenkonvention verboten worden, wie von der US-Regierung behauptet wurde. Außerdem, so der Einwand von Michael Barletta, beweist der Nachweis von EMPTA nicht, dass dieses auf dem Gelände hergestellt wurde; es könne dort auch lediglich gelagert worden sein.
Der damalige Staatssekretär im US-Außenministerium Thomas R. Pickering behauptete, es hätten ausreichende Beweise gegen Sudan vorgelegen, darunter Kontakte zwischen Offiziellen von asch-Schifa und irakischen Waffenexperten. Die Nationale Demokratische Allianz NDA, eine sudanesische Oppositionspartei in Kairo angeführt von Mubarak al-Mahdi, bestand ebenfalls darauf, dass in asch-Schifa Komponenten für chemische Waffen hergestellt würden. Der frühere Anti-Terrorismus-Berater der Clinton-Regierung, Richard Clarke, und der frühere Berater für nationale Sicherheit, Sandy Berger, wiesen auf die Verbindungen der Fabrik zur früheren irakischen Regierung hin. Clarke zitierte hierzu einen Vertrag zwischen asch-Schifa und dem Irak über 199.000 US-Dollar für tierärztliche Medizin unter dem Öl-für-Lebensmittel-Programm der Vereinten Nationen.
In seiner CIA: Die ganze Geschichte weist Tim Weiner darauf hin, dass nur vage Vermutungen die Basis für den Angriff bildeten und dies auch im Nationalen Sicherheitsrat der USA von der CIA-Mitarbeiterin Mary McCarthy kritisiert wurde. Dennoch wollte die zu dieser Zeit stark umstrittene CIA ihre Leistungsfähigkeit unter Beweis stellen.
Unmittelbar nach dem Angriff forderte die sudanesische Regierung den UN-Sicherheitsrat auf, eine Untersuchung des Geländes in Bezug auf die Produktion von chemischen Waffen durchzuführen. Die USA lehnten eine solche Untersuchung von Anfang an ab. Auch wurde die EMPTA-Bodenprobe nie von einem unabhängigen Labor untersucht. Damit existiert kein Beweis für die Produktion chemischer Waffen in asch-Schifa.

## Folgen der Bombardierung

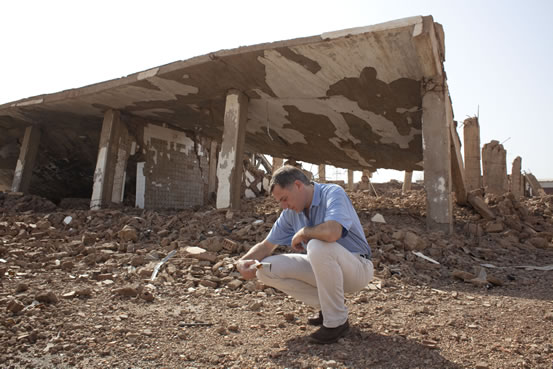
Jan van Aken, von 2004 bis 2006 Inspektor für biologische Waffen der Vereinten Nationen, inspiziert 2010 die Ruinen

Werner Daum schätzt, dass der Angriff mittelbar zu zehntausenden Toten in der sudanesischen Zivilbevölkerung geführt hat. Der regionale Direktor der Near East Foundation veröffentlichte einen Brief im Boston Globe mit derselben Schätzung. Zu diesem Zeitpunkt hatten die USA ihre Sanktionen in Bezug auf den kommerziellen Verkauf medizinischer Produkte an Sudan gelockert.
Die Regierung des Sudan will die Reste der Fabrik als Mahnmal des amerikanischen Angriffes in ihrem Zustand belassen und bot an, das Gelände auf chemische Substanzen untersuchen zu lassen – ein Angebot, das von den USA abgelehnt wurde. Sudan verlangte eine Entschuldigung der USA, welche diese jedoch unter Hinweis auf mögliche Verbindungen zur Entwicklung von chemischen Waffen verweigerten.